# مسکو صفر
مسکو صفر (به انگلیسی: Moscow Zero) فیلمی محصول سال ۲۰۰۶ و به کارگردانی ماریا لیدون است. در این فیلم بازیگرانی همچون وینسنت گالو، وال کیلمر، اکسانا آکینشاینا، ژواکیم دی آلمیدا، سیج استالونه، راده شربجیا و جاس آکلند ایفای نقش کرده‌اند.